# Casey Therriault
Casey Therriault (* 20. Juni 1989) in Wyoming, Michigan ist ein US-amerikanischer Footballspieler.

## Laufbahn
Der aus Grand Rapids (US-Bundesstaat Michigan) stammende Therriault gehörte zur Schulmannschaft der Wyoming Park High School und spielte anschließend am College of the Sequoias in Kalifornien. Nachdem er während eines Heimaturlaubs in eine Prügelei verwickelt gewesen war, in deren Folge ein Mann starb, wurde er zu einer sechsmonatigen Gefängnisstrafe verurteilt, die im Juni 2009 endete. Der 1,91 Meter messende Quarterback führte seine Footballkarriere am Grand Rapids Community College fort, von 2010 bis 2012 spielte er an der Jackson State University (Bundesstaat Mississippi) und erlangte dort einen Hochschulabschluss im Fach Körpererziehung.
Die NFL-Mannschaft Atlanta Falcons verpflichtete ihn Anfang April 2012, ihm gelang aber nicht der Sprung in die Mannschaft, das Arbeitsverhältnis wurde aufgelöst. Im weiteren Verlauf des Jahres 2012 wurde er zunächst von den BC Lions aus der kanadischen Liga CFL unter Vertrag genommen, kurz darauf aber aus dem Kader gestrichen.
Im Vorfeld der Saison 2013 nahm er ein Angebot der Braunschweig Lions aus der höchsten deutschen Spielklasse GFL an. Mit den Niedersachsen gewann er 2013, 2014, 2015 und 2016 die deutsche Meisterschaft sowie 2015, 2016 und 2017 den Eurobowl. 2013, 2014 und 2016 wurde Therriault jeweils als bester Akteur des Endspiels um die deutsche Meisterschaft ausgezeichnet. Des Weiteren erhielt er 2015 und 2017 die Ehrung als bester Spieler des Eurobowls. Nach dem Ende der Saison 2017 gab Therriault bekannt, vorerst seine Spielerlaufbahn zu beenden, Ende November 2018 wurde er dann von Braunschweigs GFL-Konkurrent Hildesheim Invaders verpflichtet. Mit Hildesheim schied er 2019 im GFL-Viertelfinale gegen Frankfurt aus, Therriault wurde in Teilen der Saison von Fußbeschwerden geplagt. Im Januar 2020 wurde er von einer weiteren GFL-Mannschaft, den Cologne Crocodiles, als Neuzugang vermeldet. Allerdings wurde die Saison aufgrund der weltweiten COVID-19-Pandemie abgesagt, weshalb er für die Crocodiles kein Spiel bestreiten konnte.
Kurz vor dem Ende der Saison 2022 wurde die erneute Rückkehr Therriaults nach Braunschweig verkündet. Nachdem die Saison 2021 für Braunschweig mit einem vierten Platz in der Nordstaffel und dem Aus im Viertelfinale geendet hatte, war auch in der Saison 2022 zum Zeitpunkt der Verpflichtung Therriaults nur eine durchwachsene Bilanz von vier Siegen, zwei Unentschieden und einer Niederlage zu verzeichnen.

## Saisonleistungen
| Jahr   | Team   | Comp-Att  | Comp% | Yards  | TD  | INT | Long |
| ------ | ------ | --------- | ----- | ------ | --- | --- | ---- |
| 2013   | NYL    | 245-357   | 68.6  | 3192   | 33  | 8   | 67   |
| 2014   | NYL    | 235-342   | 68.7  | 3330   | 38  | 4   | 54   |
| 2015   | NYL    | 194-269   | 72,1  | 2562   | 36  | 2   | 75   |
| 2016   | NYL    | 115-169   | 68.0  | 1503   | 14  | 2   | 65   |
| 2017   | NYL    | 271-416   | 65.1  | 4114   | 48  | 6   | 72   |
| 2019   | HI     | 233-363   | 64.2  | 3252   | 34  | 12  | 75   |
| Gesamt | Gesamt | 1293-1916 | 65.9  | 17.953 | 203 | 34  | 75   |